# Dov Shilansky
Dov Shilansky (21 mars 1924 - 9 décembre 2010) est un avocat israélien, homme politique et président de la Knesset de 1988 à 1992.

## Biographie
Dov Shilansky (né Berelis Šilianskis) est né à Šiauliai, en Lituanie. Il survit à la Shoah avec ses trois frères et sœurs et sa mère, et rejoint l'Irgoun, opérant comme chef de la branche de l'organisation dans le sud de l'Italie. Il fait son Alya en 1948, arrivant en Israël sur l'Altalena, et sert comme officier de combat pendant la guerre israélo-arabe de 1948. Il continue à servir comme réserviste, combattant lors des guerres des Six Jours et de Yom Kippour. Entre 1970 et 1974, il est officier exécutif à la « Haga » (défense civile) à Gush Dan, et jusqu'en 1989, il est officier d'éducation.
En octobre 1952, Shilansky est arrêté alors qu'il tente d'introduire une valise piégée dans le ministère israélien des Affaires étrangères. Accusé d'être membre d'une organisation clandestine non identifiée opposée aux négociations de réparations israélo-allemandes, il est condamné à deux ans de prison.
Il obtient un LL. B de l'Université hébraïque de Jérusalem, il travaille comme avocat et devient membre du Comité d'éthique du Barreau israélien et de l'Organisation internationale des professionnels du droit juif.
Shilansky est décédé à Tel Aviv le 9 décembre 2010, à l'âge de 86 ans.

## Carrière politique
En 1977, il est élu à la Knesset en tant que membre du Likoud et est nommé représentant de la Knesset au Comité de nomination des juges. Il est réélu en 1981 et est nommé vice-ministre au ministère du Cabinet du Premier ministre.
Après avoir conservé son siège en 1984 puis en 1988, il est nommé président de la Knesset. Après les élections de 1992, il devient vice-président du Parlement. En 1993, il est candidat à la présidence, mais est battu par Ezer Weizman par 66 voix contre 53. Il perd son siège aux élections de 1996, puis est habituellement placé à la 120e place symbolique sur les listes du Likoud.